# Cambra de Diputats del Brasil
La Cambra de Diputats del Brasil (en portuguès Câmara dos Deputados) és la cambra baixa del Congrés Nacional del Brasil. Actualment està format per 513 diputats que, a través d'un vot proporcional, són elegits per un mandat de quatre anys.
Als membres d'aquesta cambra els competeix elegir els membres del Consell de la República i autoritzar l'obertura de processos contra el President o qualsevol membre del seu gabinet.

## Composició
El nombre de diputats per estat és distribuït conforme al nombre d'habitants de l'Estat d'acord amb el cens. Aquesta proporcionalitat és limitada, ja que el nombre màxim de diputats és 70 i el mínim 8.
| Unitats Federatives | Nombre de diputats |
| São Paulo           | 70                 |
| Minas Gerais        | 53                 |
| Rio De Janeiro      | 46                 |
| Bahia               | 39                 |
| Rio Grande do Sul   | 31                 |
| Paraná              | 30                 |
| Pernambuco          | 25                 |
| Ceará               | 22                 |
| Maranhão            | 18                 |
| Goiás               | 17                 |
| Pará                | 17                 |
| Santa Catarina      | 16                 |
| Paraíba             | 12                 |
| Espírito Sant       | 10                 |
| Piauí               | 10                 |
| Alagoas             | 9                  |
| Acre                | 8                  |
| Amazones            | 8                  |
| Amapá               | 8                  |
| Districte Federal   | 8                  |
| Mato Grosso do Sul  | 8                  |
| Mato Grosso         | 8                  |
| Rio Grande do Norte | 8                  |
| Rondônia            | 8                  |
| Roraima             | 8                  |
| Sergipe             | 8                  |
| Tocantins           | 8                  |

### Blocs
En l'actualitat existeixen dotze blocs parlamentaris, sense comptar als tres partits que sol tenen un representant. El major bloc és el que formen el Pmdb i el Ptc, liderat per Henrique Eduardo Alves. El segon el foman únicament els diputats del Pt i està liderat per Maurício Rands. Per la seva part, Sérgio Petecão lidera el bloc format per més partits: Psb, Pdt, Pc Dg. B, Pmn i Prb.
La resta de blocs està format únicament per un partit, sent els líders els següents: José Aníbal del Psdb, Antônio Carlos Magalhães Net de Dem, Luciano Castro del Pr, Mário Negromonte del Pp, Jovair Arantes del Ptb, Sarney Filho del Pv, Fernando Corugeixi del Pps, Hugo Lleial del Psc i Luciana Genro del Psol.